# Texas Military Forces Museum
Das Texas Military Forces Museum (englisch: Museum der texanischen Streitkräfte) ist ein Museum über die Geschichte der texanischen Miliz, Freiwilligenverbände und Nationalgarde von 1823 bis heute. Das Museum befindet sich in Austin (Texas).

## Geschichte

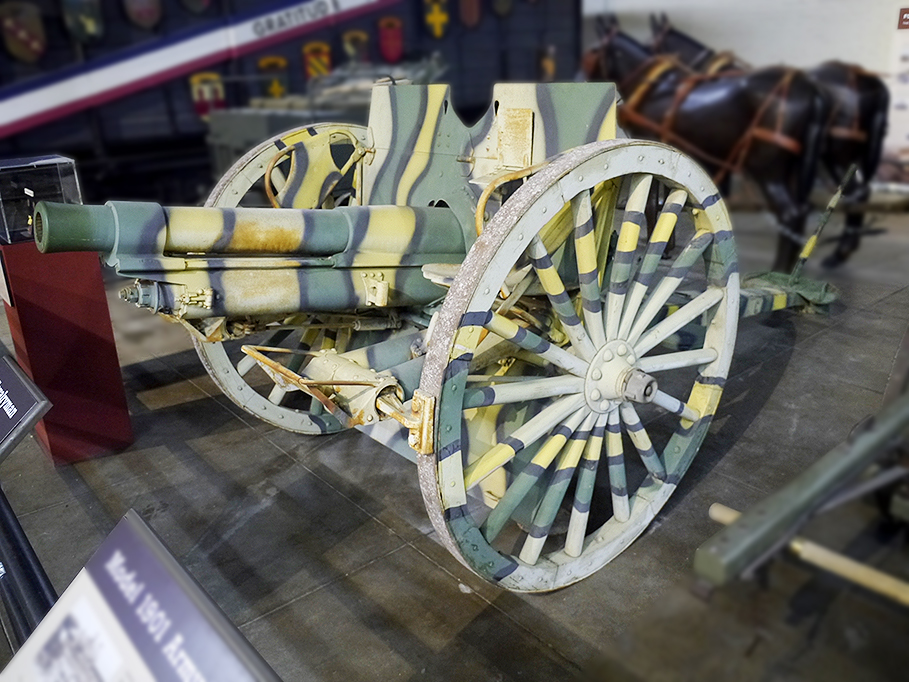
3-inch-M1902-Feldgeschütz der US-Armee.

Das Museum wurde von Brigadegeneral John C. L. Scribner gegründet und am 14. November 1992 eröffnet. Es befindet sich innerhalb der Camp Mabry-Kaserne in Austin, Texas, und ist der Öffentlichkeit kostenfrei zugänglich. Für das Museum wurde das 1918 erbaute Offizierskasino ab 1990 umgebaut. Die Kosten für das Museum wurden ausschließlich aus Spenden finanziert.

## Sammlung

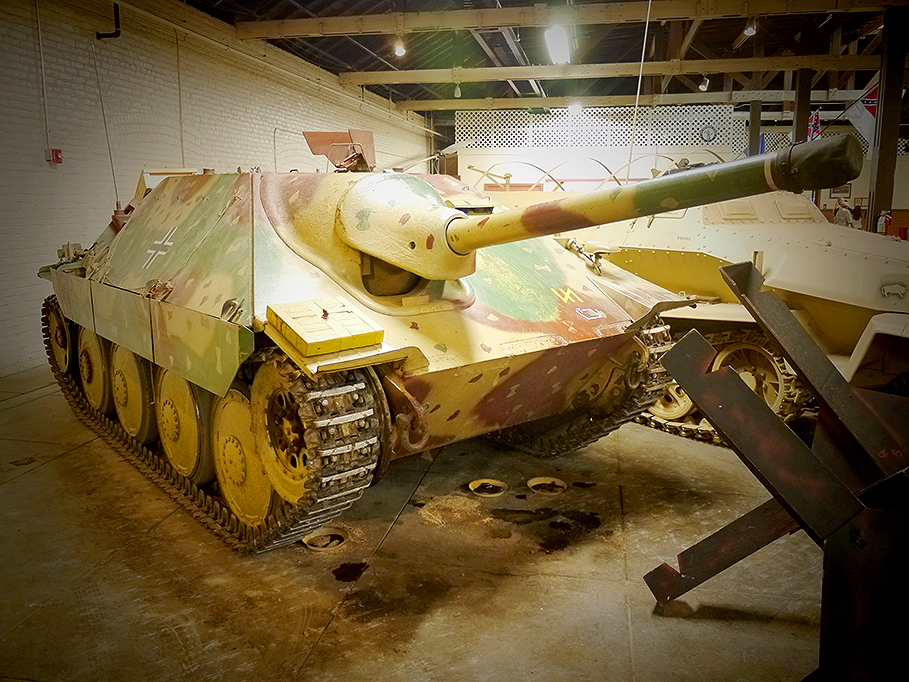
Jagdpanzer 38(t) Hetzer im Texas Military Forces Museum. Das Fahrzeug ist immer noch fahrbereit und wird zweimal jährlich zu Reenactments aus dem Museum gefahren.

Die Ausstellungsräume umfassen ca. 5.000 Quadratmeter und beinhalten über 10.000 Ausstellungsstücke, 6.000 Bücher, 20.000 historische Fotografien, ca. 35. historische militärische Fahrzeuge, Panzer und Geschütze. Permante und wechselnde Ausstellungen zeigen militärische Ausrüstung, persönliche Gegenstände, Filme, Musik (Trompeten-Signale), Fotografien und Schlachtdioramen aus dem Zeitraum 1823 bis heute. Die im Museum behandelten Themen sind: Texanischer Unabhängigkeitskrieg, Texanische Marine, Republik Texas, Mexikanisch-Amerikanischer Krieg, Kriege gegen die amerikanischen Ureinwohner, Amerikanischer Bürgerkrieg, Philippinisch-Amerikanischer Krieg, Erster Weltkrieg, Zweiter Weltkrieg, Koreakrieg, Friedensmissionen und den Krieg gegen den Terror. Unter den ausgestellten Fahrzeugen befinden sich M4 Sherman, Jagdpanzer 38, Hotchkiss M1914, Bell UH-1 und viele mehr.
Auf dem Außengelände des Museums befinden sich weitere Geschütze, Panzer, Helikopter und Flugzeuge.